# Paul Biedermann
Paul Biedermann (Halle (Saksen-Anhalt), 7 augustus 1986) is een Duits zwemmer die zijn vaderland vertegenwoordigde op de Olympische Zomerspelen 2008 in Peking en op de Olympische Zomerspelen 2012 in Londen. Biedermann is houder van de wereld- en Europese records op de 200 en 400 meter vrije slag langebaan en de 200 meter vrije slag kortebaan.

## Carrière
Paul Biedermann maakte zijn internationale debuut op de wereldkampioenschappen zwemmen 2005 in Montreal. Op al zijn onderdelen, 200, 400 en 1500 meter vrije slag, werd hij uitgeschakeld in de series. Hij haalde met zijn ploeggenoten wel de finale van de 4x200 meter vrije slag waarin zij als zevende eindigden. Op de Europese kampioenschappen kortebaanzwemmen 2005 in het Italiaanse Triëst haalde Biedermann zijn eerste internationale medaille, brons op de 400 meter vrije slag.
Het duurde vervolgens twee jaar voordat hij weer in de prijzen viel, in de tussentijd waren zevende plaatsen op de Europese kampioenschappen zwemmen 2006 en de wereldkampioenschappen zwemmen 2007 zijn deel. Bij de Europese kampioenschappen kortebaanzwemmen 2007 in Debrecen pakte hij het zilver op de 200 en 400 meter vrije slag.
Biedermann begon het olympisch jaar goed met de Europese titel op de 200 meter vrije slag in Eindhoven, op de 400 meter vrije slag strandde hij in de series. In Peking eindigde hij als vijfde op de 200 meter vrije slag, op de 400 meter vrije werd hij uitgeschakeld in de series. In november 2008 verbrak Biedermann het wereldrecord op de 200 meter vrije slag tijdens de wereldbekerwedstrijd in Berlijn. Twee weken later bij de Duitse kortebaankampioenschappen in Essen verbeterde hij de Europese records op de 400 en 800 meter vrije slag. Tijdens de Europese kampioenschappen kortebaanzwemmen 2008 in Rijeka sleepte hij het goud in de wacht op de 400 meter vrije slag. 

### 2009-heden
Op de wereldkampioenschappen zwemmen 2009 in Rome veroverde Biedermann op de openingsdag de wereldtitel op de 400 meter vrije slag, daarnaast verbeterde hij ook het wereldrecord van de Australiër Ian Thorpe met een honderdste van een seconde. Op de 200 meter vrije slag verraste de Duitser wederom, ditmaal door Michael Phelps voor het eerst in vier jaar een nederlaag toe te brengen in de finale van een internationaal titeltoernooi en en passant diens wereldrecord af te pakken. Samen met Helge Meeuw, Hendrik Feldwehr en Benjamin Starke sleepte hij de zilveren medaille in de wacht op de 4x100 meter wisselslag, op de 4x200 meter vrije slag eindigde hij samen met Felix Wolf, Yannick Lebherz en Clemens Rapp op de vijfde plaats. In Istanboel nam de Duitser deel aan de Europese kampioenschappen kortebaanzwemmen 2009, op dit toernooi werd hij Europees kampioen op de 200 en de 400 meter vrije slag.
Tijdens de Europese kampioenschappen zwemmen 2010 in Boedapest prolongeerde Biedermann zijn Europese titel op de 200 meter vrije slag, op de 400 meter vrije slag werd hij verslagen door de Fransman Yannick Agnel. Samen met Tim Wallburger, Robin Backhaus en Clemens Rapp legde hij beslag op de zilveren medaille op de 4x200 meter vrije slag, op de 4x100 meter vrije slag eindigde hij samen met Steffen Deibler, Markus Deibler en Stefan Herbst op de vijfde plaats. Op de Europese kampioenschappen kortebaanzwemmen 2010 in Eindhoven prolongeerde de Duitser zijn Europese titel op de 400 meter vrije slag, op de 200 meter vrije slag moest hij genoegen nemen met de zilveren medaille. In Dubai nam Biedermann deel aan de wereldkampioenschappen kortebaanzwemmen 2010. Op dit toernooi veroverde hij de wereldtitel op de 400 meter vrije slag, daarnaast eindigde hij als vijfde op de 200 meter vrije slag. Op de 4x200 meter vrije slag eindigde hij samen met Markus Deibler, Stefan Herbst en Benjamin Starke op de vierde plaats.
Tijdens de wereldkampioenschappen zwemmen 2011 in Shanghai sleepte de Duitser de bronzen medaille in de wacht op zowel de 200 als de 400 meter vrije slag. Samen met Tim Wallburger, Christoph Fildebrandt en Benjamin Starke eindigde hij als vierde op de 4x200 meter vrije slag, op de 4x100 meter wisselslag legde hij samen met Helge Meeuw, Hendrik Feldwehr en Benjamin Starke beslag op de bronzen medaille. Op de Europese kampioenschappen kortebaanzwemmen 2011 in Szczecin werd Biedermann Europees kampioen op de 200 en de 400 meter vrije slag.
In Debrecen nam de Duitser deel aan de Europese kampioenschappen zwemmen 2012. Op dit toernooi werd hij Europees kampioen op zowel de 200 als de 400 meter vrije slag, samen met Dimitri Colupaev, Clemens Rapp en Tim Wallburger veroverde hij de Europese titel op de 4x200 meter vrije slag. Tijdens de Olympische Zomerspelen van 2012 in Londen eindigde Biedermann als vijfde op de 200 meter vrije slag, op de 400 meter vrije slag strandde hij in de series. Op de 4x200 meter eindigde hij samen met Dimitri Colupaev, Tim Wallburger en Clemens Rapp op de vierde plaats. Op de wereldkampioenschappen kortebaanzwemmen 2012 in Istanboel werd de Duitser wereldkampioen op de 400 meter vrije slag, op de 200 meter vrije sleepte hij de zilveren medaille in de wacht. Samen met Dimitri Colupaev, Christoph Fildebrandt en Yannick Lebherz legde hij, op de 4x200 meter vrije slag, beslag op de bronzen medaille.
Op de wereldkampioenschappen zwemmen 2015 in Kazan behaalde hij de bronzen medaille op de 200 meter vrije slag. 

## Internationale toernooien
| Jaar | Olympische Spelen                                                                  | WK langebaan                                                                      | WK kortebaan                                                | EK langebaan                                                                    | EK kortebaan                                                |
| ---- | ---------------------------------------------------------------------------------- | --------------------------------------------------------------------------------- | ----------------------------------------------------------- | ------------------------------------------------------------------------------- | ----------------------------------------------------------- |
| 2005 |                                                                                    | 18e 200m vrije slag 20e 400m vrije slag 21e 1500m vrije slag 7e 4x200m vrije slag |                                                             |                                                                                 | 19e 200m vrije slag · 400m vrije slag · 7e 1500m vrije slag |
| 2006 |                                                                                    |                                                                                   | geen deelname                                               | 7e 200m vrije slag 28e 400m vrije slag 7e 4x200m vrije slag                     | 8e 200m vrije slag 6e 400m vrije slag                       |
| 2007 |                                                                                    | 7e 200m vrije slag 9e 4x200m vrije slag                                           |                                                             |                                                                                 | 200m vrije slag · 400m vrije slag                           |
| 2008 | 5e 200m vrije slag 18e 400m vrije slag 15e 4x100m vrije slag 12e 4x200m vrije slag |                                                                                   | geen deelname                                               | 200m vrije slag · 13e 400m vrije slag                                           | 9e 100m vrije slag · 9e 200m vrije slag · 400m vrije slag   |
| 2009 |                                                                                    | 200m vrije slag · 400m vrije slag · 5e 4x200m vrije slag · 4x100m wisselslag      |                                                             |                                                                                 | 200m vrije slag · 400m vrije slag                           |
| 2010 |                                                                                    |                                                                                   | 5e 200m vrije slag · 400m vrije slag · 4e 4x200m vrije slag | 200m vrije slag · 400m vrije slag · 5e 4x100m vrije slag · 4x200m vrije slag    | 200m vrije slag · 400m vrije slag                           |
| 2011 |                                                                                    | 200m vrije slag · 400m vrije slag · 4e 4x200m vrije slag · 4x100m wisselslag      |                                                             |                                                                                 | 200m vrije slag · 400m vrije slag                           |
| 2012 | 5e 200m vrije slag 13e 400m vrije slag 4e 4x200m vrije slag                        |                                                                                   | 200m vrije slag · 400m vrije slag · 4x200m vrije slag       | 200m vrije slag · 400m vrije slag · 4x200m vrije slag                           | geen deelname                                               |
| 2013 |                                                                                    | geen deelname                                                                     |                                                             |                                                                                 | geen deelname                                               |
| 2014 |                                                                                    |                                                                                   | geen deelname                                               | 200m vrije slag · 9e 400m vrije slag · 4x200m vrije slag · 4e 4x100m wisselslag |                                                             |
| 2015 |                                                                                    | 200m vrije slag · 11e 4x100m vrije slag · 5e 4x200m vrije slag                    |                                                             |                                                                                 | 2-6 december 2015                                           |

## Persoonlijke records
Bijgewerkt tot en met 12 augustus 2015
Kortebaan
| Afstand         | Tijd    | Datum            | Plaats          |
| --------------- | ------- | ---------------- | --------------- |
| 100m vrije slag | 46,63   | 19 december 2009 | Sint-Petersburg |
| 200m vrije slag | 1.39,37 | 15 november 2009 | Berlijn         |
| 400m vrije slag | 3.32,77 | 14 november 2009 | Berlijn         |

Langebaan
| Afstand         | Tijd    | Datum        | Plaats  |
| --------------- | ------- | ------------ | ------- |
| 100m vrije slag | 48,31   | 3 mei 2014   | Berlijn |
| 200m vrije slag | 1.42,00 | 28 juli 2009 | Rome    |
| 400m vrije slag | 3.40,07 | 26 juli 2009 | Rome    |

## Trivia
- Sinds maart 2012 heeft hij een relatie met zwemster Britta Steffen.[1]
- Paul is geïnterviewd als een "Beroemde Headbanger" door Lords of Metal (webzine).[2]